# Kapel van Sint Josephs Gezellen-Vereeniging
De Kapel van Sint Josephs Gezellen-Vereeniging binnen het Kolpingnetwerk was een kerk met een ingang aan de Stadhouderskade 55 te Amsterdam-Zuid, De Pijp.
De Sint Jozef Gezellenvereniging is sinds 1868 een vereniging van geloofsgenoten, die streden voor een beter lot van arbeiders in navolging van de priester Adolph Kolping uit Keulen.  Voor de tak in Amsterdam was Hubertus Cornelis Joseph Maria van Nispen tot Sevenaer de vertegenwoordiger. Voor de vereniging verrezen eerst allerlei verenigingsgebouwen, aan de Stadhouderskade waren dat tekenlokalen etc. Men kwam eerst bijeen in bijvoorbeeld de woning van Johannes Doodeheefver van behangfirma Rath & Doodeheefver. De ruimten werden te klein en waren ook (zelf) te slecht. De vereniging kocht onder leiding van Van Nispen voor 30.000 gulden een terrein van 40.000 m² aan die Stadhouderskade. De basis voor de kapel vormt een ontwerp van Van Nispen zelf met bijdragen van architect Johan Heinrich Schmitz. Schmitz rekende niets, want was met Jan van den Biesen een van de oprichters van de vereniging. In 1875 werd de eerste steen gelegd en 25 juni 1876 vond de inwijding plaats. Het gebouw zou in de loop der jaren aan talloze renovaties en uitbreidingen bloot komen te staan. In 1955 vond de laatste grote verbouwing plaats en werd het complex omgedoopt in Van Nispenhuis. In 1977 werd het gebouw grotendeels verwoest na een grote brand en later vervangen door het huidige Willemshuis.
Oost ·
160 ·
158 ·
157 ·
156 ·
155 ·
151-154 ·
149-150 ·
145-146 ·
142-144 ·
140-141 ·
137-139 ·
135-136 ·
130-134 ·
129 ·
128 ·
125-127 ·
123-124 ·
116-122 ·
115 ·
110-113 ·
100-101 ·
97 ·
95-96 ·
93-94 ·
92 ·
91 ·
89-90 ·
87-88 ·
86 ·
85 ·
84 ·
82-83 ·
78-79 ·
77 ·
Heineken Brouwerij ·
74 ·
72-73 ·
69-70 ·
68 ·
67 ·
65-66 ·
64 ·
62-63 ·
60-60a ·
58-59 ·
56-57 ·
Willemshuis ·
Van Nispenhuis ·
Kapel van Sint Josephs Gezellen-Vereeniging ·
54 ·
52-53 ·
47-49 ·
Carel Willinkplantsoen ·
Polderhuis ·
Ruysdaelkade 2-4 ·
Judith Leysterbrug ·
42 (Rijksmuseum) ·
40-41 ·
31-35 ·
30 ·
29 ·
Park Centraal Amsterdam ·
Stedemaagd (Vondelpark) ·
Byzantium ·
Koepelkerk ·
12 (Marriott) ·
Persilhuis ·
7 ·
5 ·
3 ·
1 ·
West